# Маккертен (округ, Оклахома)
Шаблон:StateAbbr_ 34°07′ пн. ш. 94°46′ зх. д. / 34.11° пн. ш. 94.77° зх. д.
Округ  Маккертен (англ. McCurtain County) — округ (графство) у штаті  Оклахома, США. Ідентифікатор округу 40089.

## Історія
Округ утворений 1907 року.

## Демографія
За даними перепису 
2000 року 
загальне населення округу становило 34402 осіб, зокрема міського населення було 10127, а сільського — 24275.
Серед мешканців округу чоловіків було 16557, а жінок — 17845. В окрузі було 13216 домогосподарств, 9536 родин, які мешкали в 15427 будинках.
Середній розмір родини становив 3,06.
Віковий розподіл населення поданий у таблиці:
| Стать    | До 15 років | 15-21 | 22-29 | 30-39 | 40-49 | 50-65 | 65-85 | Понад 85 |
| -------- | ----------- | ----- | ----- | ----- | ----- | ----- | ----- | -------- |
| Чоловіки | 4084        | 1699  | 1529  | 2231  | 2281  | 2779  | 1795  | 159      |
| Жінки    | 3930        | 1671  | 1643  | 2346  | 2476  | 2922  | 2423  | 434      |

## Суміжні округи
- Лефлор — північ
- Полк, Арканзас — північний схід
- Сев'єр, Арканзас — схід
- Літтл-Рівер, Арканзас — південний схід
- Бові, Техас — південь
- Ред-Ривер, Техас — південний захід
- Чокто — захід
- Пушматага — північний захід

## Виноски
1. ↑  U.S. Decennial Census. United States Census Bureau. Архів оригіналу за 26 квітня 2015. Процитовано 21 лютого 2015.
2. ↑  Historical Census Browser. University of Virginia Library. Архів оригіналу за 11 серпня 2012. Процитовано 21 лютого 2015.
3. ↑  Forstall, Richard L., ред. (27 березня 1995). Population of Counties by Decennial Census: 1900 to 1990. United States Census Bureau. Архів оригіналу за 19 лютого 2015. Процитовано 21 лютого 2015.
4. ↑  Census 2000 PHC-T-4. Ranking Tables for Counties: 1990 and 2000 (PDF). United States Census Bureau. 2 квітня 2001. Архів оригіналу (PDF) за 18 грудня 2014. Процитовано 21 лютого 2015.
5. ↑  State & County QuickFacts. United States Census Bureau. Архів оригіналу за 6 червня 2011. Процитовано 9 листопада 2013.(англ.) Наведено за англійською вікіпедією.
6. ↑  American FactFinder. Бюро перепису населення США. Архів оригіналу за 26 лютого 2012. Процитовано 31 січня 2008.

| США | Це незавершена стаття з географії США. Ви можете допомогти проєкту, виправивши або дописавши її. |